# Hypolimnas catalai
Hypolimnas catalai är en fjärilsart som beskrevs av Pierre E.L. Viette 1950. Hypolimnas catalai ingår i släktet Hypolimnas och familjen praktfjärilar. Inga underarter finns listade i Catalogue of Life.